# FKボラツ・シャマツ
FKボラツ・シャマツ（ФК Борац Шамац, FK Borac Šamac）は、ボスニア・ヘルツェゴビナのスルプスカ共和国シャマツをホームタウンとするサッカークラブである。

## 歴史
1919年にボサナツ (Босанац) として創設された。
ユーゴスラビア時代は国内の共和国リーグと地域リーグに参加、1969年にユーゴスラビア・ドルガ・リーガ・北グループに昇格するためのプレーオフに進出したが、メタラツ・オシエクに敗れた。ユーゴスラビアカップはラウンド32に2回出場したが、OFKベオグラードとディナモ・ザグレブに敗れて共にラウンド16進出を逃した。
ボスニア・ヘルツェゴビナ紛争の影響でポサヴィナでのスポーツ活動は停止したが、1993年夏にシャマツでスポーツ活動が再開され、ボラツは親善試合を行っていた。その後、クプ・レプブリケ・スルプスケの初年度に参加し、最初の公式戦でポレト・ブロドと対戦した。プルヴァ・リーガRSの初年度にも西地域に参加し、2000年にドルガ・リーガRSに降格するまで所属した。
2006年にドルガ・リーガRS・中央地域で優勝してプルヴァ・リーガRSに昇格した。2009年にドルガ・リーガRSに降格した。
2012年にドルガ・リーガRS・西地域で優勝してプルヴァ・リーガRSに昇格した。2014年にドルガ・リーガRS・西地域に降格した。
2015年にドルガ・リーガRS・西地域で優勝してプルヴァ・リーガRSに昇格した。2017年にプルヴァ・リーガRSで最下位に終わり、ドルガ・リーガRSに降格した

## 獲得タイトル
- ドルガ・リーガRS：3回
  - 2005-06, 2011-12, 2014-15